# Marian Jasiński
Marian Jasiński (ur. 25 listopada 1859 w Hajworonce, zm. po 1939) – tytularny generał brygady Wojska Polskiego.

## Życiorys
Marian Jasiński urodził się 25 listopada 1859 roku w Hajworonce, w ówczesnym powiecie podhajeckim, w rodzinie Piotra i Anny z Łepków. Ukończył ośmioklasowe gimnazjum, a w 1882 roku studia na Wydziale Filozoficznym Uniwersytetu Franciszkańskiego we Lwowie. Od 1 października 1879 roku pełnił służbę w cesarskiej i królewskiej armii. Pełnił służbę w c. i k. 80 pułku piechoty we Lwowie. 1 maja 1884 roku został mianowany podporucznikiem piechoty (niem. Leutnant). W latach 1887–1888 był adiutantem pułku. 1 listopada 1888 roku został mianowany porucznikiem piechoty (niem. Oberleutnant). 1 maja 1895 roku został mianowany kapitanem I klasy (niem. Hauptmann 1. Klasse). Po ukończeniu kursu oficerskiego w 1907 oficer Sztabu Generalnego. Pełnił także służbę na stanowiskach liniowych. W czasie I wojny światowej w Ministerstwie Wojny Austrii, m.in. w zespole redagującym regulaminy.
16 czerwca 1919 minister spraw wojskowych zezwolił mu nadal zajmować stanowisko komendanta Domu Inwalidów we Lwowie. 6 października 1919 został przyjęty do Wojska Polskiego z byłej armii austro-węgierskiej, z zatwierdzeniem posiadanego stopnia pułkownika, zaliczony do Rezerwy armii z równoczesnym powołaniem do służby czynnej na czas wojny i przydzielony do Sekcji Opieki Ministerstwa Spraw Wojskowych. Potem komendant Korpusu Kadetów we Lwowie. 22 maja 1920 roku został zatwierdzony z dniem 1 kwietnia 1920 roku w stopniu pułkownika piechoty, w „grupie byłej armii austro-węgierskiej”. Pełnił wówczas służbę w Departamencie V Szkolnictwa Wojskowego Ministerstwa Spraw Wojskowych w Warszawie. 1 czerwca 1921 roku pełnił służbę w Oddziale III Naukowo-Szkolnym Sztabu Generalnego w Warszawie. Jego oddziałem macierzystym był wówczas 19 pułk piechoty Odsieczy Lwowa stacjonujący we Lwowie.
Z dniem 1 października 1921 roku został przeniesiony „w stały stan spoczynku z prawem noszenia munduru, w stopniu tytularnego generała podporucznika”. 26 października 1923 roku Prezydent RP Stanisław Wojciechowski zatwierdził go w stopniu tytularnego generała brygady. Osiadł we Lwowie, gdzie mieszkał do 1939 roku. Dalsze losy nieznane.

## Ordery i odznaczenia
austro-węgierskie
- Medal Wojenny
- Brązowy Medal Jubileuszowy Pamiątkowy dla Sił Zbrojnych i Żandarmerii